# VVMC
De VVMC is een onafhankelijke Nederlandse categorale vakbond voor het directe, uitvoerende personeel van spoor gerelateerde openbaarvervoerbedrijven zoals de Nederlandse Spoorwegen, Qbuzz, Arriva, Keolis, ProRail, Connexxion, enz. en uitvoerend personeel van spoor gerelateerde goederenvervoerders, als DB Cargo Nederland, LTE Netherlands, Rotterdam Rail Feeding, enz. De afkorting VVMC staat voor Vakvereniging Voor Machinisten en Conducteurs. Ter versterking van de identiteit wordt de wervingsslogan Met én voor elkaar! gebruikt. De VVMC is de grootste vakbond in de spoorsector.
De VVMC heeft ruim 5.400 leden en is op 1 juni 1971 opgericht. Oorspronkelijk was de VVM een vereniging van ontevreden machinisten. Om meer draagvlak te krijgen bij de personeelsleden van de Nederlandse Spoorwegen, konden Hoofdconducteurs lid worden en is de naam veranderd in VVMC. Door de jaren heen, en na de nodige strijd met de directie van NS en andere vakbonden, is de VVMC op 28 april 1999 een volwaardig erkende vakbond geworden. Het hoofdbestuur van de VVMC bestaat uit vrijwilligers. Het bestuur van de afdelingen, gerelateerd aan de standplaatsen van de leden, bestaat ook uit vrijwilligers. De vrijwilligers worden kaderleden genoemd.
De VVMC is gevestigd in Tilburg. Rob de Groot en Wim Eilert zijn de vakbondsbestuurders van de VVMC. Zij zijn de onderhandelaars namens deze spoorwegvakbond.